# Rafael Cabral
Rafael Cabral Barbosa (* 20. května 1990, Sorocaba, Brazílie), známý také jako Rafael, je brazilský fotbalový brankář a reprezentant, momentálně hrající za italský klub SSC Neapol.

## Reprezentační kariéra
Rafael nastoupil v jednom zápase za brazilský olympijský výběr do 23 let pro LOH 2012 v Londýně, ale musel být posléze nahrazen kvůli zranění.
V A-mužstvu Brazílie debutoval 30. 5. 2012 proti USA (výhra 4:1).